# FK Akademik Sofia
El FK Akademik Sofia (en búlgar: ФК "Академик") fou un club de futbol búlgar de la ciutat de Sofia, al barri de Slatina.

## Història

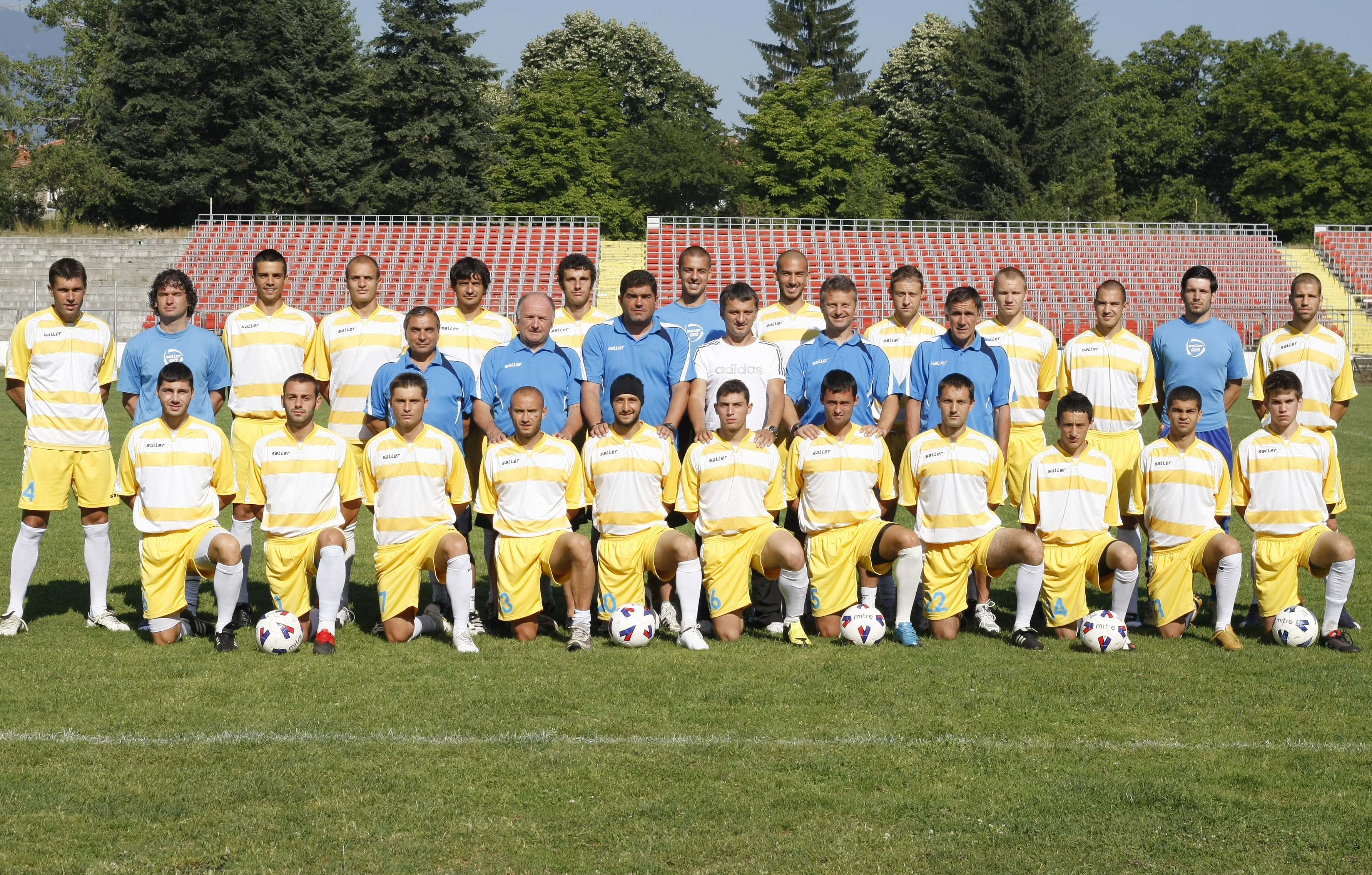
Equip del 2009–10 que ascendí a primera divisió.

El club va ser fundat el 1947. S'ha anomenat successivament:
- 1947 DSO (Dobrovolna Sportna Organizatsia) Akademik
- 1957 SFD (Studentsko Fizkulturno Druzhestvo) Akademik
- 1990 FK Akademik
- 2007 FK Akademik 1947 (en unir-se a Vihar Gurublyane)

El seu major triomf fou la victòria a la Copa dels Balcans de 1974. Dos jugadors de l'equip han jugat amb la selecció alguna Copa del Món de futbol. Aquests han estat: Ivan Dimitrov el 1970 i Mladen Vasilev el 1974. Ha participat en competicions europees.
L'equip té una secció de basquetbol que als anys 50 fou dos cops finalista de la copa d'Europa de bàsquet.

## Palmarès
- Copa Balcànica de clubs (1): 1974

## Jugadors destacats

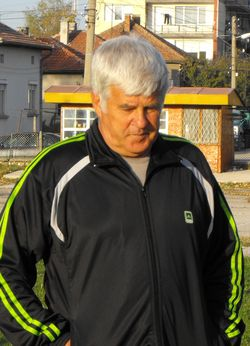
Mladen Vasilev, el màxim golejador a la lliga.

- Ivan Dimitrov
- Mladen Vasilev